# 김석준 (목사)
김석준(金錫俊, 1930년 ~ 1988년)은 대한민국의 장로교 목사이다. 대구 불로교회, 대구동교회, 그리고 서울 대동교회를 설립하였다. 한국교회의 많은 목회자들과 여러 신학자들에게 영향을 주었다. 그의 목회관은  이인재 목사, 백영희 목사, 김현봉 목사, 이병규 목사로 부터 많은 영향을 받았다. 그의 목회 정신을 따르는 교회들이 5-60개로 알려져 있다. 그의 형은 합신교단 총무를 역임한 김영광 목사이며, 아들로는 김성봉, 김성욱과 같은 신학자가 있다.

## 생애
- 경북 영일군 출생(1930년)
- 대구 신학교 졸업
- 남산 총회신학교 10회 졸업(총신대 전신)
- 대구 동교회 15년
- 서울 대동교회 15년. 1988년

## 같이 보기
- 김성욱 (신학자)
- 한국의 목회자 목록

## 참고 문헌
- 김성욱, 말씀의 실천자김석준 목사, <그리워지는 목회자>